# Зелёная Горка (Новосибирская область)
Зелёная Го́рка — посёлок в Болотнинском районе Новосибирской области России. Входит в состав Светлополянского сельсовета.

## География
Площадь посёлка — 3 гектара

## История
В 1966 году указом Президиума Верховного Совета РСФСР посёлку молочной фермы Чебулинского совхоза присовено наименование Зелёная Горка.

## Население
| 2002 | 2007 | 2010 |
| ---- | ---- | ---- |
| 46   | ↘41  | ↘11  |

## Инфраструктура
В посёлке по данным на 2007 год отсутствует социальная инфраструктура.